# Reynaldo Naranjo
Reynaldo Naranjo García (Lima, 6 de abril de 1936-Miraflores, 7 de julio de 2020) fue un poeta y periodista peruano.

## Biografía
Junto con César Calvo, Javier Heraud, Arturo Corcuera, Mario Razzeto, fue una las figuras representativas de la denominada generación del sesenta. Naranjo, Calvo y el poeta uruguayo Alfredo Zitarrosa fundaron la Casa de la Poesía, en el distrito de Barranco. Grabó con Calvo y el músico Carlos Hayre, el disco Poemas y Canciones. Su libro Júbilos obtuvo el Premio Nacional de Poesía en 1965. 
Fue fundador de diarios como La República, Hoy, la revista Múltiple Cultura Peruana —junto con Germán Carnero Roqué— y dirigió la revista especializada en periodismo y cultura general Talleres de Comunicación. En 2004 editó 100 años de Jorge Basadre.
En noviembre de 2007, publicó el libro El círculo invisible, una recopilación de manuscritos de poetas peruanos, guardados por Magda Figuerola y dados a Reynaldo Naranjo antes de su muerte. Asimismo, el libro incluye fotografías del fotógrafo Carlos «Chino» Domínguez. En palabras del propio poeta, este libro era producto de «cuarenta años donde diez personajes, convocados por Magda Figuerola, compartieron excepcionalmente los mismos momentos, y sin darse cuenta, fueron diseñando su propio círculo con el testimonio de los manuscritos poéticos que fueron celosamente guardados por Magda».[cita requerida]
Publicó un conjunto de relatos bajo el título El garabato exacto. Ha trabajado como periodista y editor en la revista Caretas, los diarios La República, Expreso, Correo, Hoy y El Popular.
La Unesco le encargó la reconstrucción de los quince años de la vida de César Vallejo en Europa.
Falleció en el distrito de MIraflores en Lima, el 7 de julio de 2020 a los ochenta y cuatro años. El poeta fue atropellado por un camión al tropezar cuando cruzaba por la intersección de la avenida Benavides y La Paz.

## Polémicas
En 2018 su hija mayor, Roxana Naranjo, y su hijastra Nadia Paredes declararon haber sido abusadas sexualmente por su padre en su adolescencia cuando vivían en París en 1978. Debido a estas acusaciones, el Mincul le retiró el Premio Nacional de Poesía recibido en 1965.

## Obras
Tiene publicados los siguientes libros:
- Junto al amor
- Violín desconocido
- Las manos en el fuego
- Los encuentros
- Cuentopoesia
- Historia de la noche
- Júbilos
- El círculo invisible
- César Vallejo en el siglo XXI (2011), auspicio de la UCV